# Enrico Feroci
Enrico Feroci (Pizzoli , 27 d'agost de 1940) és un cardenal i arquebisbe catòlic italià, des del 28 de novembre de 2020 cardenal diaca de Santa Maria del Divino Amore a Castel di Leva.

## Biografia
Enrico Feroci va néixer el 27 d'agost de 1940 a Pizzoli, província i arxidiòcesi de L'Aquila, als Abruços. Fill de Iolanda Sette (m. 6 d'octubre de 2019) i d'Oreste (1910-2002), té una germana anomenada Dionilla.

### Formació
Als deu anys va decidir seguir la seva vocació al sacerdoci, després d'una trobada amb mossèn Tommaso Fanti, de qui va aprendre què són "fe, pregària i servei". L'any 1951, amb onze anys, va ingressar al Pontifici Seminari Menor Romà i, un cop finalitzats els estudis de batxillerat, es va matricular al Pontifici Seminari Major Romà per cursar estudis de filosofia i teologia.

### El ministeri sacerdotal
Va rebre l'ordenació sacerdotal a l'església de Santa Paola Romana el 13 de març de 1965, sent incardinat, als vint-i-quatre anys, com a prevere de la diòcesi de Roma. Poc després esdevingué ajudant del seminari menor, ocupant aquest càrrec fins al 1966, quan fou cridat per ocupar el mateix càrrec al seminari major. El 1968 va tornar al seminari menor com a vicerector, càrrec que va exercir durant vuit anys.
L'any 1976 va esdevenir rector adjunt de l'església de San Frumenzio ai Prati Fiscali, al sector nord, exercint el càrrec fins a l'any 1980, any en què esdevingué rector de la mateixa parròquia després de la mort sobtada, el 29 d'agost, de mossèn Carlo Graziani, al qual va tenir extrema inadministració; va romandre al seu capdavant durant uns bons vint-i-quatre anys. Va ser elegit prefecte de la Prefectura IX diverses vegades, així com membre del Consell de Prefectes, del Consell Presbiteral, del Consell d'Afers Econòmics i del Col·legi de Consultors; en els darrers anys també ha col·laborat i participat en nombrosos actes dins de la diòcesi, entre els quals el Sínode diocesà , celebrat entre 1987 i 1992, i la missió de la ciutat en preparació del Jubileu del 2000. El 13 d'octubre de 1995, el Papa Joan Pau II li va atorgar, a l'edat de cinquanta-cinc anys, el títol honorífic de Capellà de Sa Santedat.
L'1 de juliol de 2004 va ser traslladat al càrrec de rector de l'església de Sant'Ippolito a Piazzale delle Province, càrrec que va ocupar durant cinc anys. L'1 de setembre de 2009, el cardenal Agostino Vallini, vicari general de Sa Santedat per a la diòcesi de Roma, el va nomenar per dirigir la Càritas diocesana; simultàniament va esdevenir president de la Fundació "Càritas Roma" i de la Fundació antiusura Salus Popoli Romani , presidint també l'òrgan de gestió dels serveis de Càritas "Cooperativa Roma Solidarietà".
El 14 de febrer de 2010 va formar part del comitè que va rebre el papa Benet XVI en la seva visita a l'alberg de Càritas "Don Luigi Di Liegro" a l'estació de Roma Termini. El 17 de desembre de 2011 el mateix Pontífex el va nomenar consultor del Pontifici Consell per a la Pastoral dels Migrants i Itinerants per un mandat de cinc anys renovable.

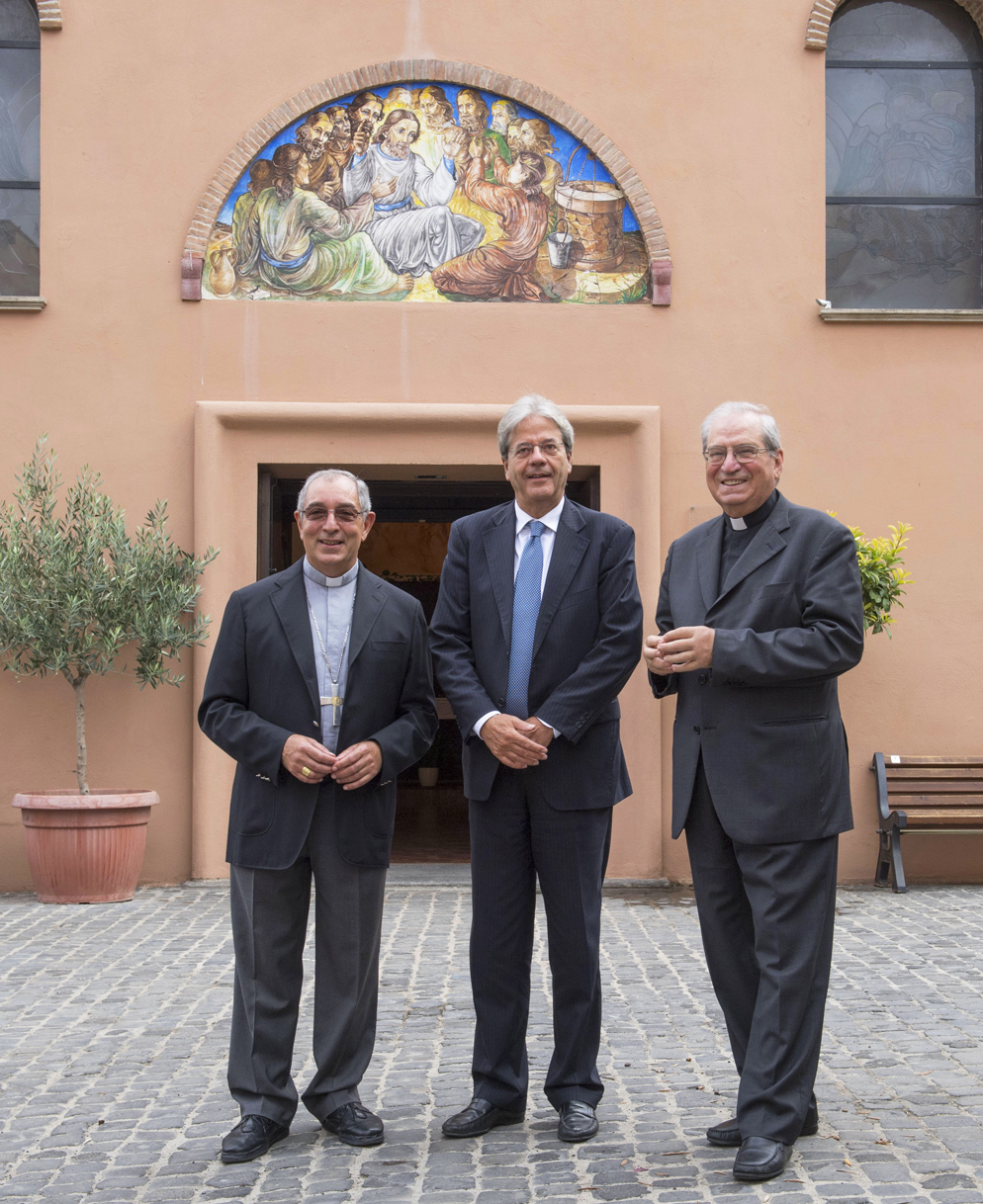
Mons. Feroci (dreta) amb el cardenal vicari De Donatis (esquerra) i el primer ministre Paolo Gentiloni (centre) visitant la Cittadella della Carità a Roma, 1 de setembre de 2017.

El 10 de novembre de 2017, el cardenal vicari Angelo De Donatis el va nomenar president de l'Associació Clerical Pública dels Oblats, Fills de Nostra Senyora de l'Amor Diví, romanent-ne com a director durant un any; en aquesta qualitat, va rebre el papa Francesc durant la peregrinació al santuari de la Mare de Déu de l'Amor Diví per a l'inici del mes marià, fet que va tenir lloc l'1 de maig de l'any següent. L'1 de setembre de 2018 va ser nomenat rector del santuari de la Madonna del Divino Amore així com del Seminari de la Madonna del Divino Amore, rebent també els títols honorífics de camarlenc i canonge de la Basílica de Sant Joan del Laterà; al mateix temps va acabar el seu mandat com a director de Càritas, on el va succeir el sacerdot romanès Don Benoni Ambarus.
Del 28 de setembre de 2018 al 3 de desembre de 2019 va ser membre del Consell de Prefectes com a rector del Seminari. L'1 de setembre de 2019 també va ser nomenat rector de Santa Maria del Divino Amore a Castel di Leva .

### Ministeri episcopal i cardenalat
El 25 d'octubre de 2020, durant l'Àngelus, el papa Francesc va anunciar la seva creació com a cardenal en el consistori del 28 de novembre següent;  Va ser el segon rector simple a rebre la porpra després de Giulio Bevilacqua, creat cardenal pel papa Pau VI en el consistori del 22 de febrer de 1965.  Havent fet ja vuitanta anys en el moment de l'anunci, no té dret a entrar al conclave i a ser membre dels dicasteris de la Cúria Pontifícia, d'acord amb l'art. II § 1-2 del motu proprio Ingravescentem Aetatem, publicat pel papa Pau VI el 21 de novembre de 1970 .
Entrevistat tres dies després, Mons. Feroci va dir que la notícia li va arribar de manera inesperada a la sagristia del santuari de l'Amor Diví: "Va arribar un capellà de pressa. Eren les 12:20 i jo acabava d'arribar de la basílica del Laterà on havia celebrat la missa. Vaig pensar que era una broma. Però després van arribar altres i em van ensenyar el vídeo de l'Àngelus que acabava d'emetre'l. Estava tant trastornat que un germà decidí celebrar la missa de les 12:30 al meu lloc". Va continuar afirmant que la seva creació com a cardenal és un acte d'estima cap a tots els sacerdots de la diòcesi de Roma i cap als qui han dedicat el seu servei als pobres, confirmant finalment que seguirà sent rector.
El 30 d'octubre va ser rebut en audiència pel Papa,  que el mateix dia li va assignar la seu titular de Passo Corese amb la dignitat d'arquebisbe, a títol personal, d'acord amb el motu proprio Cum Gravissima, promulgat pel papa Joan XXIII el 15 d'abril de 1962 , que estableix que tots els cardenals han de ser ordenats bisbes.
Va rebre la consagració episcopal el 15 de novembre següent, al santuari de la Madonna del Divino Amore , per la imposició de les mans del cardenal Angelo De Donatis, vicari general de Sa Santedat per a la diòcesi de Roma , assistit pels co-consagradors Claudio Maria Celli, arquebisbe titular de Civitas Nova i president del Consell Pontifici de les Comunicacions Socials i de Vicenzo Apicella, bisbe de Velletri-Segni.
El seu lema episcopal és "Domino necessarius est", que vol dir "El Senyor en necessita" i està extret de l'Evangeli segons Marc
En acabar la missa, Mons. Enrico Feroci es va declarar honrat de ser sacerdot de l'Església de Roma, de la qual el bisbe és el Papa, a qui adreça tot el seu agraïment i reconeixement per "la feina que està fent, difícil i delicada, però forta, en conduir la barca de Pere cap a la meta". També va agrair al cardenal De Donatis, als bisbes i a tots els participants, recorrent els anys del seminari i el seu ministeri desenvolupat al seminari menor, al seminari major pontifici romà i a les parròquies de San Frumenzio i Sant'Ippolito, així com a la Càritas de Roma. Aquí va conèixer de primera mà l'autenticitat i la candor de "els molts Carmelos, Carolinas, Nunzios, Ciros" i sense els nou anys d'aquest servei la seva vida hauria estat incompleta. Finalment, el santuari de l'Amor Diví: aquest lloc, "tan estimat per als romans", després de segles d'abandonament va ser ressuscitat per Don Umberto Terenzi com a centre d'espiritualitat mariana i és avui més que mai un "lloc d'acollida i de misericòrdia per a tots".
Aleshores va recordar les persones que més l'havien acompanyat: els seus pares i la seva germana, mossèn Tommaso Fanti (present a la cerimònia, a la venerable edat de cent-un anys), mossèn Carlo Graziani i el seu amic el sacerdot Andrea Santoro, assassinats a Trebisonda, Turquia, el 5 de febrer i el 2006 com a fe. Finalment, va recordar el Prof. Tommaso Federici, home «ric en fe i ric en coneixement», animador de moltes meditacions sobre la Paraula de Déu, per concloure, va renovar la seva voluntat de dir al Senyor, com Maria, «que es faci segons la teva paraula» i va convidar l'assemblea dels fidels a recitar amb ell una antiga pregària de l'Amor Diví:
| « | Et dono el meu cor, Mare del bon Jesús, Mare de l'amor. Et suplico, Mare meva, que beneeixis la meva ànima des del cel i així sigui. | » |

El 28 de novembre, va rebre la birreta del cardenal de les mans del papa Francesc, que li va assignar la nova diaconia de Santa Maria del Divino Amore a Castel di Leva, de la qual és el rector de la parròquia, i de la qual va prendre possessió el 24 de maig de 2021. Bergoglio, trencant el cerimonial, després de la fórmula en llatí li va dir: "És la teva parròquia. El papa ha fer cardenal un rector."
Va ser escollit el 7 d'abril de 2021 com a cardenal encarregat de la celebració eucarística i de la cerimònia d'obertura de la Porta Santa de la Basílica de Santa Maria di Collemaggio amb motiu de l'inici del Perdó Celestí d'aquell mateix any, que va tenir lloc el 28 d'agost